# Yaiba
Kenyū Densetsu Yaiba (剣勇伝説YAIBA?   lit. La leyenda del espadachín Yaiba), o simplemente Yaiba es un manga shōnen creado por Gōshō Aoyama. Narra las aventuras de Yaiba, un joven practicante de kendo que busca la perfección de su técnica batiéndose en duelo con cualquiera. Fue publicado en 1988 por Shōgakukan en la revista Shōnen Sunday y compilado en 24 volúmenes tankōbon. Más tarde fue reeditada por ediciones "Wide Ban", en 12 tomos más gruesos. En 1993 recibió el premio Shōgakukan.
Gracias al éxito, en 1993 se televisó el anime por TV Tokyo. La adaptación corrió a cargo de los estudios Pastel.
Se ha anunciado una segunda adaptación televisiva de la serie por parte de Wit Studio titulada Shin Samurai-den Yaiba. Se estrenará en abril de 2025. La serie está licenciada por Viz Media para su lanzamiento en América del Norte. La serie se transmitirá en Netflix en América del Norte, América Latina, Australia y Nueva Zelanda a partir del 5 de abril de 2025.

## Argumento
Yaiba Kurogane es un niño pequeño que quiere convertirse en el mejor samurái. Desde muy pequeño se entrenó en una remota isla con su padre, Kenjuro Kurogane. Para aprender a ser un verdadero samurái, regresa a casa junto con sus mascotas, un tigre llamado Kagetora y un buitre llamado Shonosuke. Es allí donde conoce al rival de su padre y a su hija, Sayaka Mine. Un día, Yaiba se acerca al instituto de Sayaka y conoce a Takeshi Onimaru, capitán del equipo de kendō del instituto, a quien reta para demostrar quien es el más fuerte. Yaiba gana el combate.
Takeshi, cegado por su derrota frente a Yaiba, decide usar una espada legendaria, herencia de su familia, en la cual está encerrado el espíritu del Dios del Viento, dejándose poseer por él y convirtiéndose así en un demonio. Yaiba es incapaz de hacer frente a los nuevos poderes de Takeshi y es fácilmente derrotado. Por ello, decide marchar al monte en busca de la espada del Dios del Trueno para contrarrestar a Takeshi. Sin embargo, en lugar de acabar bajo el control del Dios como su rival, Yaiba decide dominar él a la bestia y así controlar su poder. Gracias al entrenamiento que le brinda el legendario samurái Musashi Miyamoto, Yaiba logrará controlar la espada.
Siguiendo las aventuras de Yaiba aparecen más esferas de poder diferentes que acopladas al agujero de su espada del Dios del Trueno le proporcionarán la ayuda necesaria para poder encarar nuevos retos y derrotar a enemigos más poderosos, hasta que finalmente consiga la esfera definitiva, la del "Dios Dragón".

## Personajes

### Grupo de Yaiba
- Yaiba Kurogane (鉄刃 Kurogane Yaiba?) (Seiyū: Minami Takayama México: Patricia Acevedo España: Mamen Rivera)

Es el protagonista de la historia. Él es la reencarnación del Dios del Trueno, y más tarde adquiere la esfera del Dios Dragón. Dominó la espada del Dios del trueno, a diferencia de Takeshi Onimaru, que fue poseído por su espada. Además de su habilidad con la espada y su gran sensibilidad, tiene la cualidad de hablar con los animales.
- Sayaka Mine (峰さやか Mine Sayaka?) (Seiyū: Mitsuishi Kotono, Manaka Iwami (2025) México: María Fernanda Morales España: Sonia Martínez Carrillo)

Es la segunda protagonista de la historia. En un principio no tenía interés en unirse en el viaje con Yaiba, pero se encontró atada a Kategora con Yaiba, que marchaba en busca de la Espada del Dios del Trueno, cuando despertó. Más tarde, se revela que ella es la reencarnación de la doncella dragón, la clave de la verdadera forma de Kaguya.
- Kenjuro Kurogane (鉄剣十郎 Kurogane Kenjuurou?) (Seiyū: Bin Shimada España: Javier López)

Es el padre de Yaiba. Solo aparece en un episodio del anime, a diferencia del manga que le acompaña a Yaiba hasta Tokio. Nunca se queda mucho tiempo con él, aunque siempre vuelve para ver si su hijo está bien.
- Musashi Miyamoto (宮本武蔵 Miyamoto Musashi?) (Seiyū: Masaharu Satō México: Esteban Siller España: Tuto Vázquez)

Musashi es un legendario samurái que lleva vivo 400 años. Es el guardián de la Espada del Dios del Trueno y por ese motivo vive como un ermitaño en las montañas. Es un viejo lascivo que domina el uso de dos espadas en combate. Cuando se encuentra con Yaiba, se convierte en su maestro y le ayuda a controlar el poder del orbe del trueno de la espada.
- Kojirō Sasaki (佐々木小次郎 Sasaki Kojirou?) (Seiyū: Jūrōta Kosugi México: Irwin Daayán España: Javier López)

Kojirō fue derrotado y murió en un duelo contra el propio Musashi, el cual lo enterró. Sin embargo, volvió a la vida tras un ritual llevado a cabo por Hombre-araña, con la intención de que Kojiro derrotase a Yaiba. Después de ser vencido por Yaiba se acabará convirtiendo en su alidado.
La espada mística de Kojirō (Monohoshizao) tiene la capacidad de alargar su hoja si su portador así lo quiere. Su única debilidad es que sensible a la sal del agua, el simple chapoteo de agua salada hará que la espada crezca espontáneamente contra Kojirō.
- Jubei (柳生十兵衛光厳 Yagyū Mitsuyoshi?) (v.Yagyū Jūbei Mitsuyoshi, inglés)

Takeshi resucita a Jubei, quien reconoce a su maestro Musashi pasándose a su bando. Derrota en un enfrentamiento a Kojiro, enviándolo a casa de Sayaka, y lo sustituye en el grupo de amigos de Yaiba.
- Titán (カゲトラ Kagetora?) (v. Roberto Reboiro, castellano)

Es el tigre de Yaiba. Suele llevar a Yaiba a sus lomos.
- Baltus (庄之助 Shonosuke?) (v. Luis Núñez Rojo, castellano)

Es el buitre de Yaiba. Habitualmente lleva volando al resto de personajes.
- Croaker (ゲロ田ゲロ左衛門（カエル男） Gerozaemon Geroda (Hombre Rana)?) (v. Roberto Reboiro, castellano)

Uno de los Ocho Demonios. Tras fracasar en su misión y ser abandonado por Takeshi, se une al grupo de Yaiba.
- Babosa de mar (ナマコ男 Hombre Pepino de Mar?) (v. Luis Núñez Rojo, castellano)

Uno de los Ocho Demonios. Es un pequeño e inofensivo pepino de mar. Se une al bando de Yaiba.
- Moroha Kurogane (鉄諸羽?)
- 刃の母 ({{{2}}}?), hermana menor de Yaiba

### Demonios
- Takeshi Onimaru (鬼丸猛?) (Seiyū: Ryo Horikawa, Yoshimasa Hosoya (2025) México: Benjamín Rivera)

Es el enemigo de Yaiba, aunque se convierte en su aliado durante el arco de Kaguya. Originalmente era un espadachín talentoso de la escuela secundaria, pero cuando la pelea que tuvo con Yaiba terminó en empate, se obligó a entrenar más duro. Finalmente encontró un sótano oculto en su casa que contenía las estatuas del Dios del Trueno y el Dios del Viento, la cual sostenía una espada. Al empuñar la espada del Dios del Viento, fue poseído y le crecieron cuernos, convirtiéndose en la encarnación del Dios. Más adelante entrega su espada a Yaiba tras adquirir la poderosa espada "Mao-Ken" de la Luna Negra. Como todos los buenos villanos, Onimaru tiene hordas enteras de secuaces sin rostro que no son más que cuerpos negros humanoides con ojos, bocas y un solo cuerno que sobresale directamente del centro de su cabeza. Onimaru se convirtió en el gobernante de Japón cuando controló mentalmente a la Dieta japonesa. Esto explica por qué las autoridades nunca parecen molestarse por dos seres superpoderosos con armas artefactos sobrenaturales que destruyen ciudades y monumentos históricos durante sus peleas o roban de templos antiguos para obtener más poder.
- Hombre Araña (クモ男?)

Originalmente uno de los Ocho Demonios, se convierte en el principal asesor de Takeshi. Utiliza todo tipo de gadgets electrónicos con los que protagoniza escenas cómicas. Siempre va acompañado de una calculadora con la que estima sus probabilidades de éxito.
- Doctor Kanabo (Doctor Mano de Hierro en el doblaje español)

Científico loco reclutado por Takeshi cuando Yaiba rompe su espada del Diablo del Viento. Su misión es reparar la espada así como crear armas con las que Takeshi aterroriza y reprime al pueblo japonés, entre ellas el Cañón Takeshi.

#### Ocho Demonios
Takeshi resucita a los Ocho Demonios tras hacerse con la espada del Diablo del Viento. Les encarga derrotar a Yaiba mientras éste entrena para dominar la espada del Dios del Trueno. 
- ヘビ男 Hombre Serpiente
- ナメクジ男 Hombre Babosa
- バットマン Batman (En España: Batmalo)
- ヒトデ男 Hombre Estrella de mar
- カマキリ男 Hombre Mantis

Los otros tres miembros de los Ocho Demonios son Croaker, Babosa de Mar y el Hombre Araña, descritos arriba.

#### Cuatro Dioses del Mal
Son cuatro animales monstruosos que protegen el castillo de Takeshi durante la incursión de Yaiba y su grupo. 
- やきとりくん Pez abisal
- カメレオン・ボナパルト Camaleón Bonaparte
- ドライドライ Super Gorila
- トータスヨーロッパ Tortoise Europa, controlado por el Hombre Araña

#### Espadachines Malditos
Durante la búsqueda de las esferas legendarias por parte de Yaiba y sus amigos, Takeshi Onimaru resucita a personajes de la historia de Japón, dándoles la facultad de transformarse en animales monstruosos. Cada uno de ellos increpa a Yaiba y su grupo cuando intentan conseguir alguna de las esferas legendarias.
- Sumo Sacerdote Seikai Miyoshi (三好 清海 Miyoshi Seikai?) (España: Fermín Encinar). Animal: Pulpo.
- Fūma Kotarō (風魔小太郎 Fūma Kotarō?). Animal: Águila.
- Shirō Amakusa (天草 四郎 Amakusa Shirō?). Animal: Tigre, aunque puede cambiar de aspecto a voluntad.
- Rocco el Bárbaro (石川 五衛門 Ishikawa Goemon?). Animal: Oso. (v.Ishikawa Goemon)
- Jubei (柳生十兵衛光厳 Yagyū Jūbei Mitsuyoshi?). Animal: Lobo. (v.Yagyū Jūbei Mitsuyoshi v.es: Juan Ignacio Borrego Vázquez) Se pasa al bando de Yaiba.
- Benkei (西塔武蔵坊弁慶 Saitō Musashibō Benkei?). Animal: Toro.
- Chimpang (松尾 芭蕉 Matsuo Bashō?). Animal: Mono.

## Espadas mágicas
En el transcurso de la historia aparecen tres espadas mágicas:
- Espada del Dios del Trueno: espada que Musashi Miyamoto había guardado hasta que encontrara al samurái que la poseería. Este guerrero resultó ser Yaiba.
- Espada del Dios del Viento: espada mágica de Takeshi. Perteneció a su familia durante siglos. Llamada "Espada del Diablo del Viento" en el doblaje español.
- Espada del Dios Dragón: es en realidad cualquier otra espada con la Esfera del Dios Dragón. Por medio de ella se canaliza la energía de la esfera permitiendo crear escudos, volar e invocar al Dios Dragón.
- Espada del Rey del Mal: espada negra que tiene la capacidad de convertir la maldad de su poseedor en energía. Su indicador de potencia es una esfera que representa las fases de la Luna. Pertenece al Reino de la Luna, y la última vez que se utilizó a su máxima potencia (luna llena) convirtió a la Luna en un satélite gris y sin vida.

## Esferas mágicas
La espada mágica de Yaiba posee una cualidad que la hace única, en su empuñadura contiene una abertura donde se colocan las esferas mágicas, cada una de ellas otorga a la espada un poder diferente:
(en orden de aparición)
| Esferas originales de las espadas | Esferas originales de las espadas | Esferas originales de las espadas | Esferas originales de las espadas                               |
| Símbolo                           | Nombre                            | Características | Localización                                                    |
| --------------------------------- | --------------------------------- | --- | --------------------------------------------------------------- |
| 雷                                | Esfera del Dios del Trueno        | Tiene la capacidad de crear rayos. | Originalmente estaba colocada en la Espada del Dios del Trueno. |
| 風                                | Esfera del Dios del Viento        | Puede crear ráfagas de viento y tornados. | Esfera original de la Espada del Diablo del Viento de Takeshi.  |
| Esferas legendarias               |                                   | |                                                                 |
| Símbolo                           | Nombre                            | Características | Localización                                                    |
| 水                                | Esfera del Dios del Agua          | Puede lanzar chorros de agua y dominar los mares. | Lago Biwa.                                                      |
| 金                                | Esfera de las Metamorfosis        | Permite a su portador convertirse en la persona, criatura u objeto que desee. | Shikoku.                                                        |
| 火                                | Esfera del Dragón Rojo            | Tiene la capacidad de lanzar proyectiles de fuego, además de hacer a su portador inmune al calor. | Monte Aso, Kyushu.                                              |
| 大                                | Esfera de los Aumentos            | Permite aumentar el tamaño de su portador, convirtiéndolo temporalmente en un gigante. | Estatua de Buda en Nara.                                        |
| 闇                                | Esfera de la Oscuridad            | Puede tragarse a cualquier persona, enviándola al Mundo de la Oscuridad. | Tienda de esferas de Niigata.                                   |
| 氷                                | Esfera del Hielo                  | Tiene la capacidad de crear bloques de hielo y de congelar el agua. | Hokkaido.                                                       |
| 当                                | Esfera de la Ilustración          | Es una esfera parlante, que conoce dónde están todas las demás esferas y cómo llegar hasta ellas. | Tōhoku.                                                         |
| 龍                                | Esfera del Dios Dragón            | Concede a su portador la capacidad de volar y de crear un escudo de energía. Contiene además los poderes de seis esferas anteriores: la del Agua, la de las Metamorfosis, la del Dragón Rojo, la de los Aumentos, la de la Oscuridad y la del Hielo. | Cráter del Monte Fuji.                                          |

## Lista de Episodios
- Artículo Principal: Lista de episodios de Yaiba

## Banda sonora
- Opening: "Yuuki ga Areba" (勇気があれば Esto es el Valor?) de Kabuki Rocks

- Ending: "Shinjigakunaki Tatakai" (神智学無き戦い ¡Batalla Teosófica!?) de Kabuki Rocks